# Dudok Wonen
Stichting Dudok Wonen is een woningcorporatie in Het Gooi. De corporatie verhuurt ca. 7.500 woningen, kamers en bedrijfsruimtes. De corporatie is vernoemd naar de architect Willem Dudok en heeft nog 1350 woningen die door hem zijn ontworpen in eigendom.

## Erkend
Stichting Dudok Wonen is een instelling, die door de rijksoverheid is erkend als woningcorporatie. De stichting dient daarom uitsluitend werkzaamheden te verrichten in het belang van de volkshuisvesting. De regels en richtlijnen waaraan de stichting zich dient te houden, en de prestaties die moeten worden verricht, zijn sinds 2015 wettelijk vastgelegd in de Woningwet, die in dat jaar totaal werd herzien.